# Tetropina kraepelini
Tetropina kraepelini és una espècie d'insecte plecòpter pertanyent a la família dels pèrlids.